# Marcin Lijewski
Marcin Lijewski (født 21. september 1977 i Krotoszyn, Polen) er en polsk håndboldspiller, der spiller for den tyske Bundesligaklub HSV Hamburg. Han kom til klubben i sommeren 2008, efter seks år hos ligarivalerne SG Flensburg-Handewitt. Med Flensburg vandt han i 2004 det tyske mesterskab. Hans lillebror Krzysztof Lijewski er også professionel håndboldspiller.

## Landshold
Lijewski er en fast del af det polske landsholdd, og var en bærende kraft på holdet, da det overraskende vandt sølvmedaljer ved VM i 2007, blandt andet efter i semifinalen at have besejret Danmark. Efter finalenederlaget til Tyskland blev han valgt til turneringens All-Star hold på højre back-positionen.